# Ciste (archéologie)
Pour les articles homonymes, voir Ciste (homonymie).

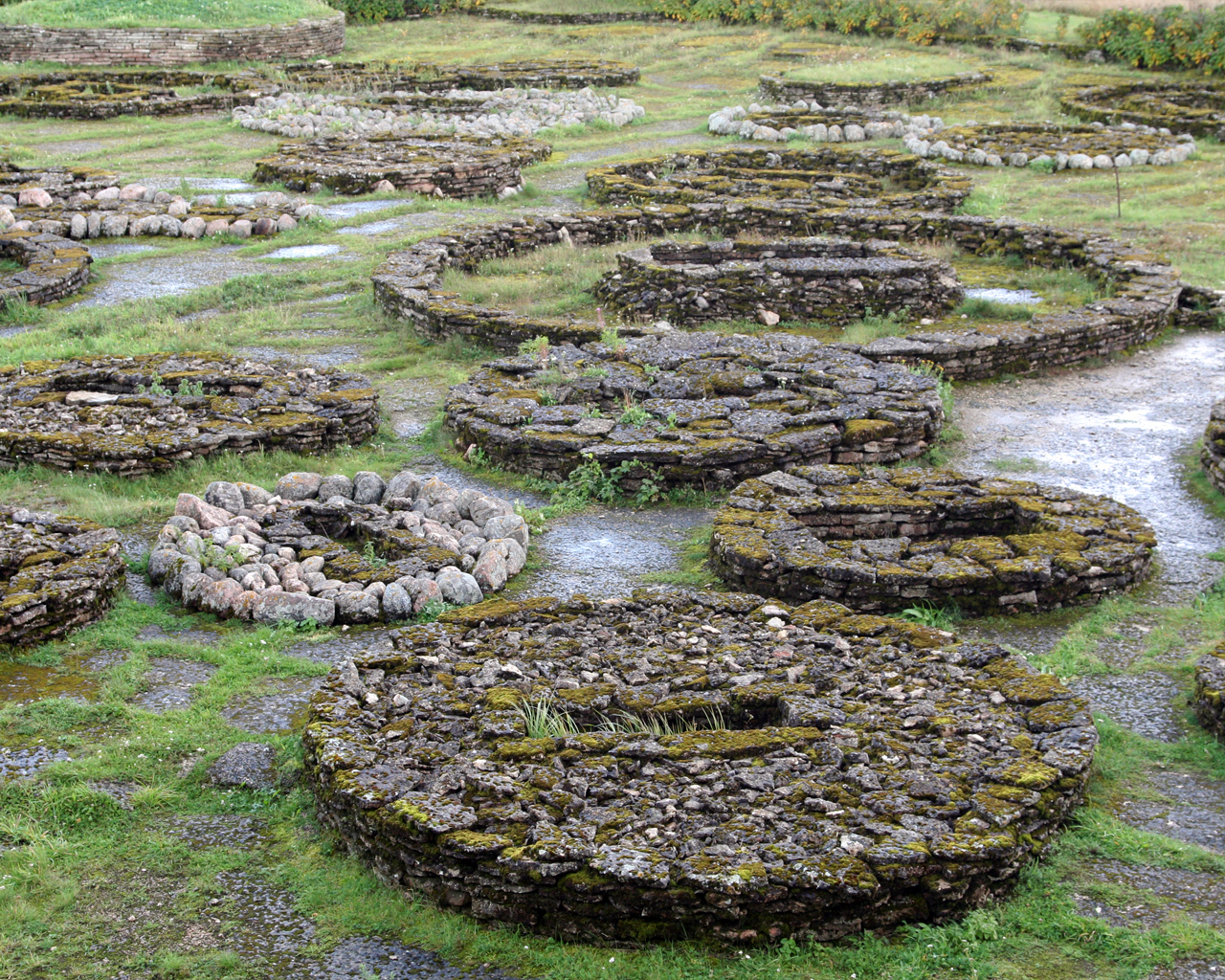
Cistes recouverts d'un tumulus en pierre en Estonie.

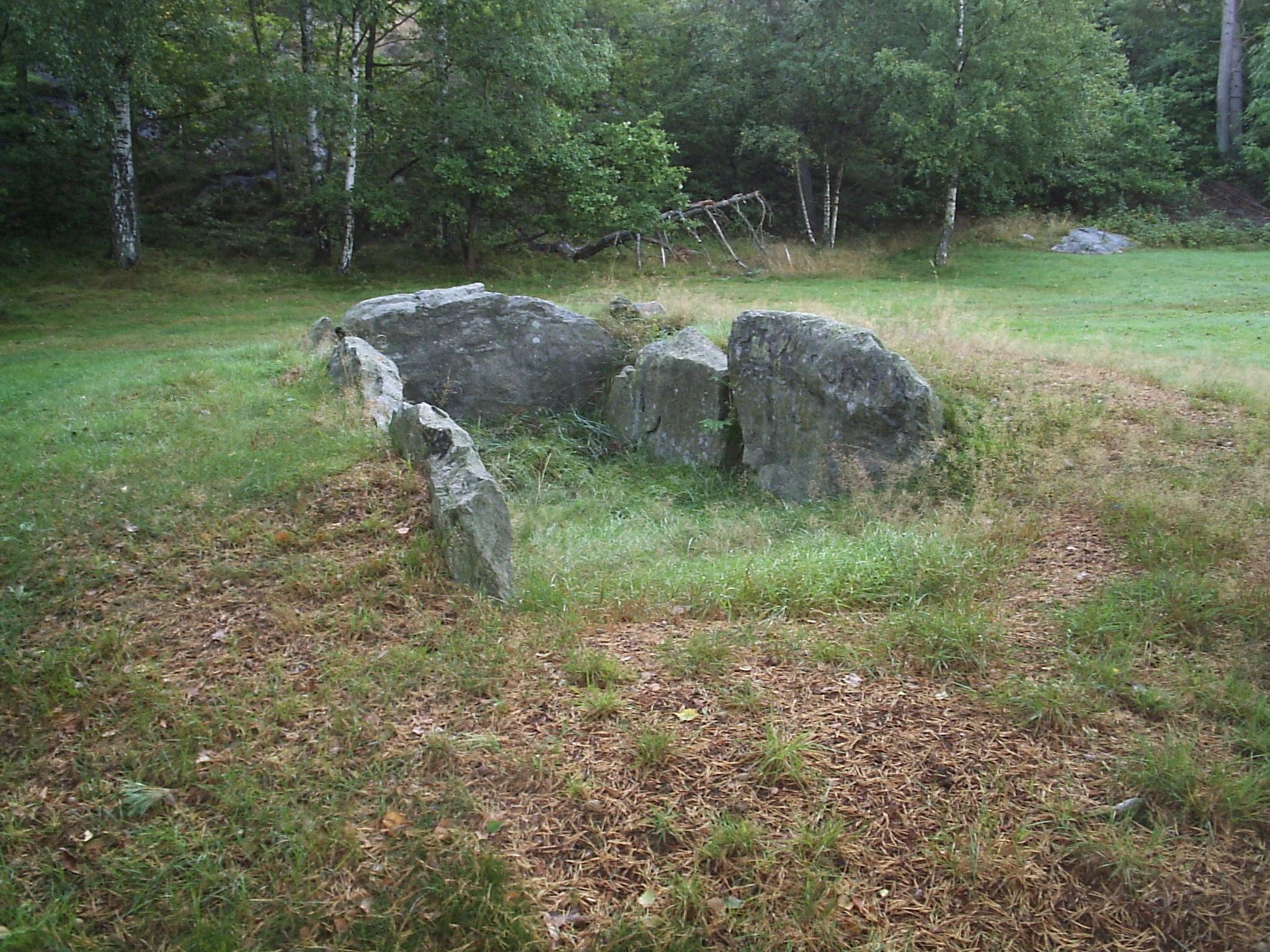
Ciste mégalithique sans tumulus.

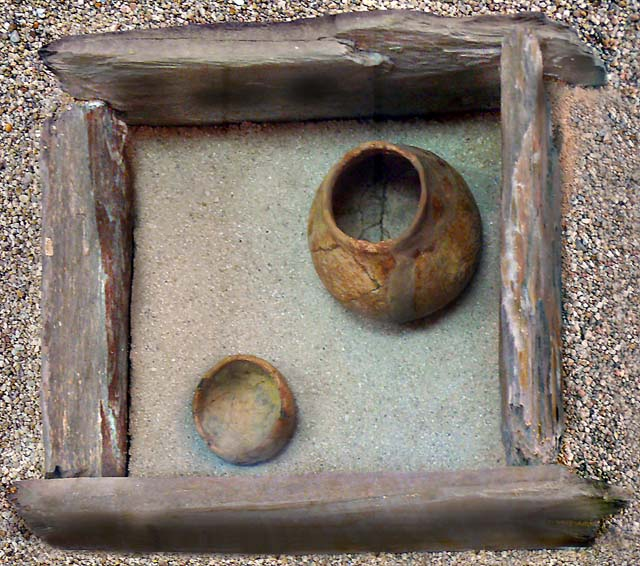
Reconstitution d'une tombe à ciste.

En archéologie, une ciste est une sépulture, généralement individuelle, de petites dimensions, utilisée depuis la Préhistoire jusqu'au haut Moyen Âge.

## Description
Le terme, provenant du latin cista signifiant « corbeille en osier » et par extension « coffre », voire « boite », désigne une sépulture individuelle ou double, de petites dimensions, à usage unique, se présentant généralement sous la forme d'un caisson ou coffre parfois recouvert d'un tumulus  entouré d'une enceinte de pierre carrée, ronde ou rectangulaire, laquelle peut jouer un rôle de contention pour la masse de terre ou de pierre. La ciste, avec ou sans tumulus, peut être enterrée, semi-enterrée ou aérienne. Lorsque la fosse est creusée dans le sol, ses flancs sont en partie ou en totalité revêtus par des murets en pierres sèches ou par des dalles en pierre posées sur chant (pouvant éventuellement lui conférer un caractère mégalithique). La tombe est généralement recouverte par une ou plusieurs dalles horizontales, ou par des branchages, l'ensemble étant recouvert uniquement de terre (tertre), uniquement de pierres (cairn) ou d'un mélange des deux (tumulus). La ciste est une tombe qui, en raison de son étroitesse, ne peut accueillir qu'un dépôt funéraire limité (inhumation individuelle ou incinération). 
La ciste se distingue du dolmen, beaucoup plus monumental, qui est une tombe le plus souvent collective et réutilisable, ce qui nécessite la mise en place d'un accès (couloir) à la chambre sépulcrale. Lorsque la distinction d'architecture entre les deux types de sépulture s’avère complexe, géographiquement ou historiquement (par exemple, en Europe durant la transition entre le Néolithique final et la Protohistoire), les archéologues utilisent alors par commodité l'expression de « ciste dolménique ».
Ce genre de petite sépulture a été utilisé pendant la Préhistoire mais aussi pendant l'Antiquité, jusqu'au haut Moyen Âge.

Plan type d'une ciste avec tumulus.
Coupe type d'une ciste avec tumulus.
Plan type d'une ciste enterrée.
Coupe type d'une ciste enterrée.

### Lien connexe
- Mégalithisme